# Fontana del palazzo delle Poste
La fontana del palazzo delle Poste è una fontana nella città della Spezia, in via D'Azeglio. 

## Storia e descrizione
Progettata dall'architetto Angiolo Mazzoni, la fontana è stata costruita nel 1933 nello stile razionalista dell'attiguo contemporaneo Palazzo delle Poste.
L'orografia della città poneva al progettista il problema di ottenere un raccordo architettonico tra il livello del piano stradale e la soprastante via XX Settembre, nascondendo i necessari contrafforti di sostegno della collina. La difficoltà fu superata con la costruzione di una scalinata (l'attuale Scalinata Fillia) sul lato sinistro del Palazzo postale e con la progettazione di un'alta fontana a parete.
Per la sua verticalità la costruzione realizzata è un esempio di architettura futurista: si presenta come una semplice ampia vasca rettangolare addossata ad un'alta parete nella quale sono ricavate quattro alte nicchie a cielo aperto, bordate di un profilo di marmo sia nel coronamento che alla base, dalle quali escono altrettanti getti d'acqua. 
Il rivestimento delle murature è in cotto il cui colore rossastro produce un contrasto con il blu del rivestimento ceramico della vasca. Il monumento ottiene particolare rilievo dall'lluminazione notturna.
I vani interni del manufatto contengono le attrezzature per il controllo, il funzionamento e la sanificazione.
Nel corso della Seconda guerra mondiale, per il pericolo di bombardamenti la fontana fu chiusa e parte della vasca fu demolita per praticare un accesso ad un vicino rifugio antiaereo; la vasca, riempita di terra, conteneva alcune palme. Il monumento è rimasto in questo stato fino al ripristino nelle forme originarie nel 2022.
Una stele vicino alla vasca è posta a ricordo dell'ingegner Fausto Baratta, progettista dell'acquedotto della città.